# Prędkość naddźwiękowa

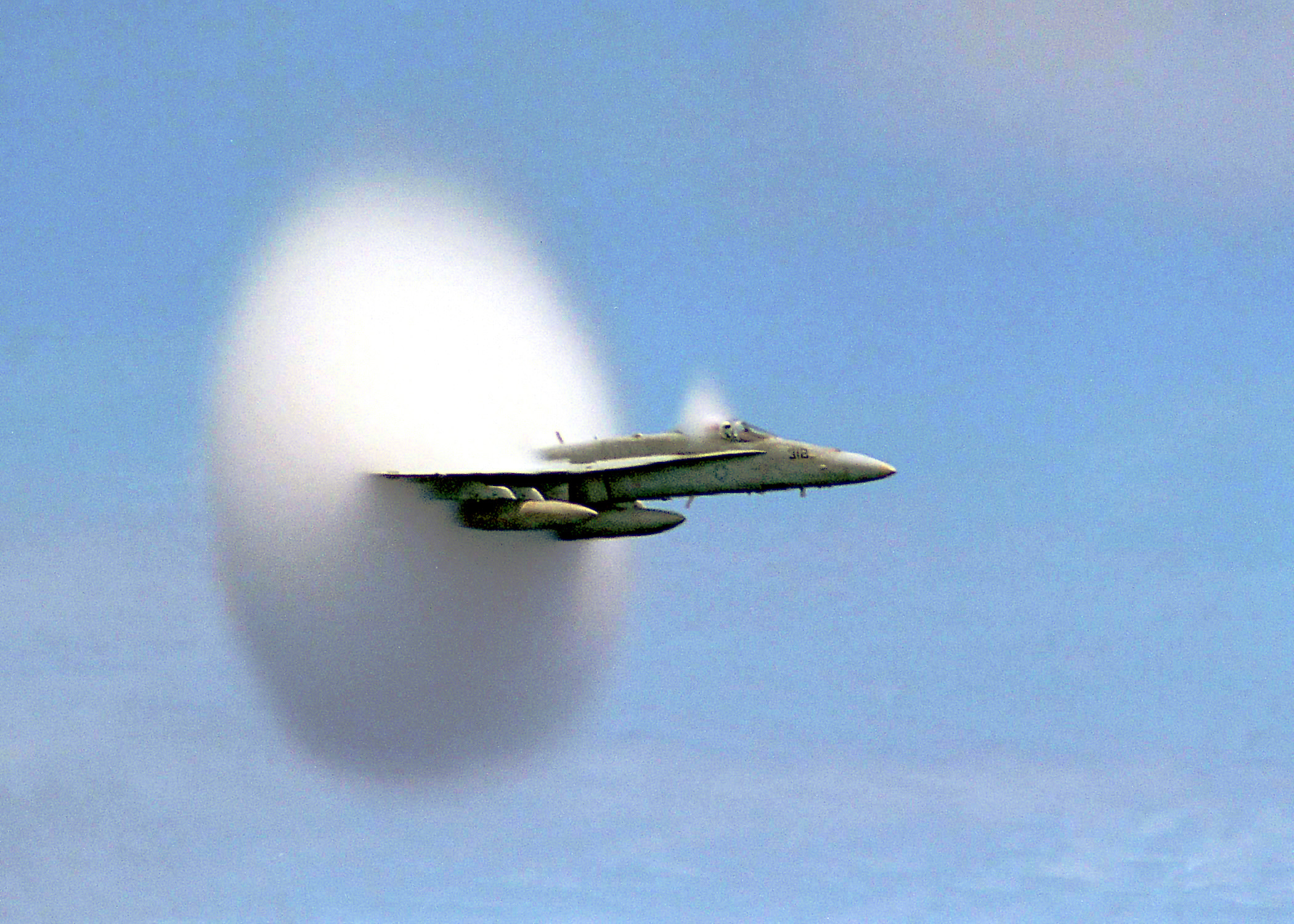
Myśliwiec F/A-18 Hornet zbliżający się do prędkości dźwięku. Widoczny obłok Prandtla-Glauerta

Prędkość naddźwiękowa, prędkość supersoniczna – w aerodynamice prędkość obiektu lub przepływu, poruszającego się szybciej niż prędkość dźwięku w powietrzu (w temp. +20 °C, na poziomie morza, równa w przybliżeniu 343 m/s = 1 236 km/h). Prędkości ponad pięciokrotnie większe od prędkości dźwięku często nazywane są prędkościami hipersonicznymi. 
Przy zbliżaniu się do prędkości dźwięku dochodzi do powstawania zjawisk zwanych barierą dźwięku, a po zbliżeniu się, osiągnięciu lub przekroczeniu prędkości dźwięku fali uderzeniowej, a w jej wyniku gromu dźwiękowego.